# بول بيترسن (لاعب كرة قدم)
بول بيترسن (بالدنماركية: Poul Petersen)‏، (ولد في 11 ابريل 1921، وتوفي في 31 مارس 1997)، لاعب كرة قدم دنماركي سابق، ومدرب كرة قدم دنماركي سابق.

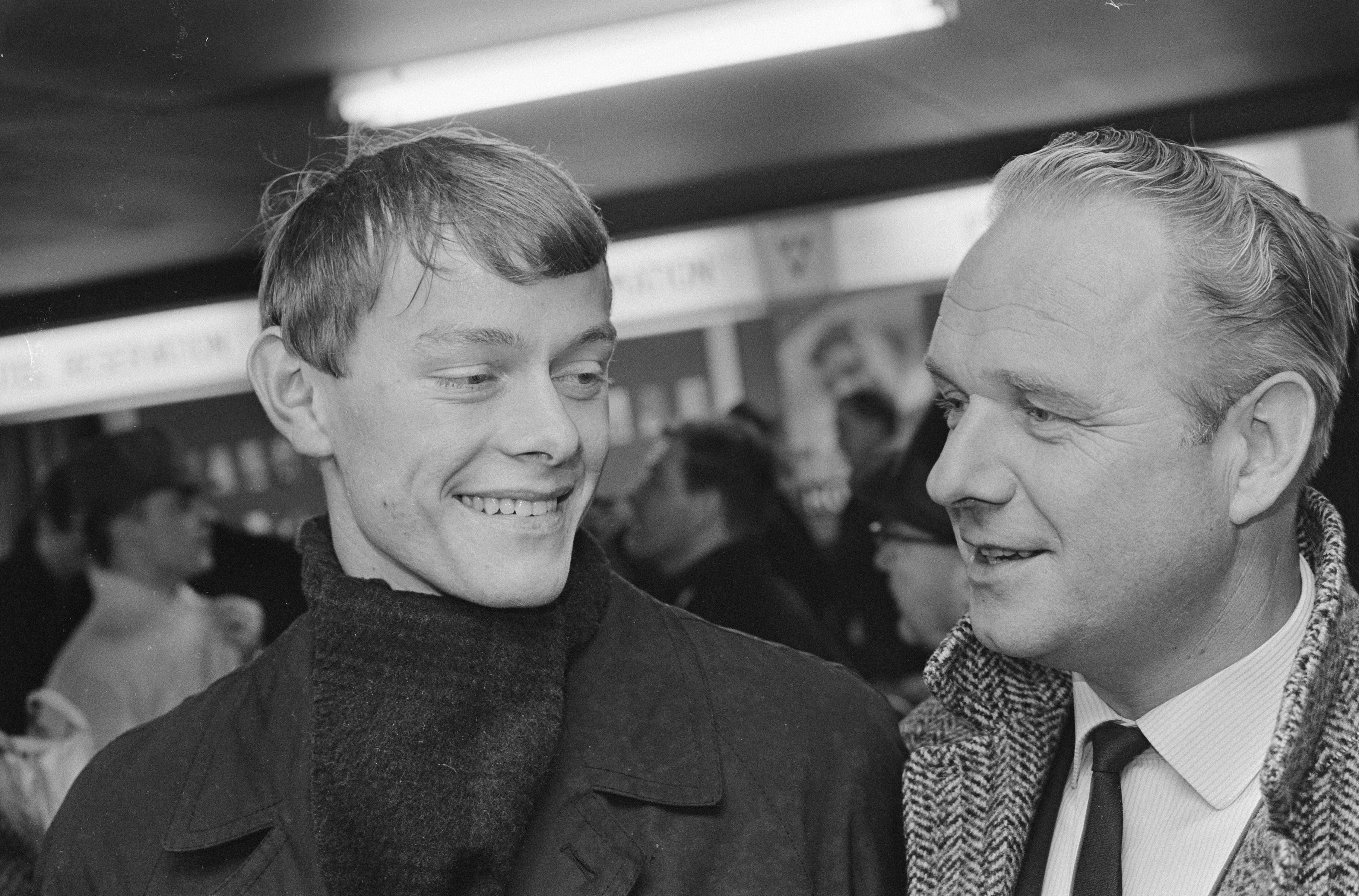
بول بيترسن (على اليمين) مع هيننغ منك ينسن.

لعب مع منتخب الدنمارك لكرة القدم بين عامي 1946 و1952، وشارك معهم في 34 مباراة دولية، ودرب منتخب الدنمارك لكرة القدم في بين عامي 1962 و1966.

## روابط خارجية
- بول بيترسن على موقع الاتحاد الدولي (مؤرشف)  (الإنجليزية)
- بول بيترسن على موقع قاعدة بيانات كرة القدم.إي يو (الإنجليزية)
- بول بيترسن على موقع ناشيونال فوتبول تيمز (الإنجليزية)
- بول بيترسن على موقع Soccerway.com (الإنجليزية)
- بول بيترسن على موقع عالم كرة القدم.نت (الإنجليزية)
- بول بيترسن على موقع أوليمبيديا (الإنجليزية)